# Gare de La Bourdigalière
La gare de La Bourdigalière est une gare ferroviaire française de la ligne de Loudun à Châtellerault, située sur le territoire de la commune de Loudun dans le lieu-dit La Bourdigalière, dans le département de la Vienne, en région Nouvelle-Aquitaine.

## Situation ferroviaire
La gare de La Bourdigalière est située sur la ligne de Loudun à Châtellerault, entre les gares de Loudun et du Bouchet.